# 葉露芝
伊夫黎雪（YVES ROCHER）是一個世界性的化妝品及美容品牌，由法國企業家伊夫·黎雪(Yves Roche，1930-2009) 於1959年成立，總部設在法國拉加西利。目前伊夫黎雪業務遍及全球5大洲88個國家，員工13500人，間接提供215,000個就業機會。2004年伊夫黎雪集團營業額達20億歐元，旗下品牌還有Daniel Jouvance、Dr Pierre Ricaud、Isabel Derroisne、Kiotis和Galerie Noemie，以及Petit Bateau。
伊夫黎雪在世界范围内拥有1600多个店铺，其中550个在法国。